# Джон Браун
 Тази статия е за американския общественик.  За шотландския лекар вижте Джон Браун (лекар).  
Джон Браун (на английски: John Brown) е американски борец за освобождение на чернокожите в САЩ. Опитът за въстание, който Браун организира във Вирджиния, значително увеличава броя на движенията срещу робовладението. В следствие на бунта от 1859 г., Браун става първият човек в САЩ осъден за държавна измяна.

## Канзас
Със заселването на запад от Мисури, правителството на САЩ гласува закона Канзас-Небраска приет 1854 г. чрез който  въпросът за робството в новите територии се отстъпва на местното население. С това решение агитатори и пламенни подръжници и от двата лагера оформили се около въпроса за робството се преселват в Канзас и идната година провеждат избори. Към местните избиратели се присъединяват и жители на съседния щати Мисури и Айова, които прескачат границата за да вземат участие.
По този начин през 1854 г. Канзас избира да бъде робовладелчески щат. Въпреки това, жителите на Мисури се изместват обратно в щата си, докато преселниците от Айова остават, с което Канзас става робовладелски щат с мнозинствено аболиционистко население. Като реакция на явната злоупотреба с изборния процес,  онези заселници, които се противопоставят на робовладелчеството отхвърлят решението на изборите, установаяват ново Учредително събрание в Топика и гласуват нова щатска конституция, която забранява робството в Канзас; президентът осъжда новото Учредително събтсние, а федерален съдия издава призовка и изпраща граждани от Мисури да арестуват членовете на антиробското събрание, заселени около град Лорънс; като резултат са изгорени няколко къщи, един хотел и печатница и са убити петима души. 
След нападението на въоръжените мисурци в град Лорънс, Джон Браун, заедно с четиримата си синове и двама подръжници съсичат и убиват петима невъоръжени заселници по р. Потоуатоми и оставя телата им на публични места. Убийството, станало известно като Клането от Потоуатоми предизвиква поредица от нападения между враждуващите лагери. Тези конфликти остават под общото название "Кървавият Канзас" и до края на годината довежда до убийството на над 200 души.

## Харпърс Фери
През 1857 г. Браун напуска Канзас и се преселва в Бостън, Масачузетс, един от центровете на аболиционизма в САЩ. Първоначално плановете са да бъде създаден лагер в Западна Вирджиния, който да служи като убежище и почивна станция за избягали роби от Юга. Неговата акция се финансира от група известна като "Тайната шесторка", активни аболиционисти от източните щати..
На 16 октомври 1859 г. Джон Браун прави опит да вдигне чернокожите роби на общ бунт. С отряд от двадесет и пет души, в който участват и петима чернокожи, прерязва телеграфни жици и завзема арсенала на федералните войски в град Харпърс Фери в щата Вирджиния. На 17 октомври барикадираните аболицонисти и осбободени роби са обградени от редовните войски под командването на полк. Робърт Е. Лий; когато Браун отказва да се предаде, складът е обстрелян, убити са десетима от хората на Браун, включително двама от синовете му.  Самият Джон Браун е тежко ранен. 

### Дело и екзекуция
Джон Браун е предаден на съда, като се защитава сам и се позовава на това, което сам нарича Божия закон, т.е. задължението да прави за другите това, което би искал те да правят за него. Той е осъден за предателство и обесен. Присъдата срещу него е изпълнена на 2 декември 1859 г.

## Последствия
Автори аболиционисти, като Ралф Уолдо Емерсън и Уендъл Филипс изграждат литературния образ на Джон Браун като мъченик за каузата на свободата.Шаблон:Enf Реалната заплаха, която опитът на Джон Браун за насилствено освобождение на Юга представлява за икономическите интереси на робовладелческите щати, както и популярността на Браун и аболиционизма на север подпомагат създаването на впечатление у южните щати за идваща заплаха: от бунт на робите или от агресия от север. Някои изследователи поставят окупацията на Харпърс Фери и издиганто на образът на Джон Браун като предпоставки за президентските изботи от 1860 г. и отцепването на южните щати и началото на Гражданската война в САЩ.

### Тялото на Джон Браун
В хода на Гражданската война в САЩ, войници от Съюза създават стиховете на песента "Тялото на Джон Браун" (на английски: John Brown's Body). Мелодията е взаимствана от популярна религиозна песен, като текстът, първоначало груба войнишка песен, впоследствие подчертава връзката между каузата на Браун и на северните щати. В последствие в 1861 г. мелодията и някои лирически мотиви от "Тялото на Джон Браун" се изпозлват от аболиционистката Джуолия Уорд Хау за да бъде създаден "Бойният химн на Републиката", популярна патриотична песен.

## В изобразителното изкуство
- "Трагическата прелюдия"
- "Фредерик Дъглас спори с Джон Браун за нападението над Харпърс Фери"
- "Последните мигове на Джон Браун"
- "Делото срещу Джон Браун"
- "Джон Браун се защитава в Чарлстаун"
- "Джон Браун се изкачва към бесилото"
- Статуя на Браун в Ню Йорк

## Пояснения
1. ↑  Жителите на южния щат Мисури гласуват в полза на робството, като жителите на северния Айова са аболиционисти
2. ↑  От регистрираните 1 600 гласоподаватели се явяват и подават глас над 6 000 души [4]
3. ↑  Днес Харпърс Фери e най-източната точка на щата Западна Вирджиния